# Мохнате
Мохна́те — село у Карпатах на березі річки Стрий Стрийського району. Населення — близько 300 осіб (110 дворів).

## Географія
Розташоване за 38 км від найближчої залізничної станції Нижня Яблунька і за 44 км від колишнього райцентру Турка.
Селом протікає потік Мохнате.

## Історія
Перша письмова згадка про поселення датована 1593 роком. Засноване Височанськими-Дмитриковичами гербу Сас.
До Другої світової війни населення складало до 800 осіб.
За час нацистської окупації розстріляно або закатовано 25 селян, 75 осіб відправлено остарбайтерами на примусову роботу до Німеччини.
У Радянсько-німецькій війні на боці СРСР брали участь 29 селян, 14 з них загинули.
У межах примусової колективізації після війни в селі створено відділення нижньогуснянського радгоспу «Карпати».

## Населення

### Мова
Розподіл населення за рідною мовою за даними перепису 2001 року:
| Мова            | Кількість | Відсоток |
| --------------- | --------- | -------- |
| українська      | 305       | 99.67%   |
| інші/не вказали | 1         | 0.33%    |
| Усього          | 306       | 100%     |

## Церква

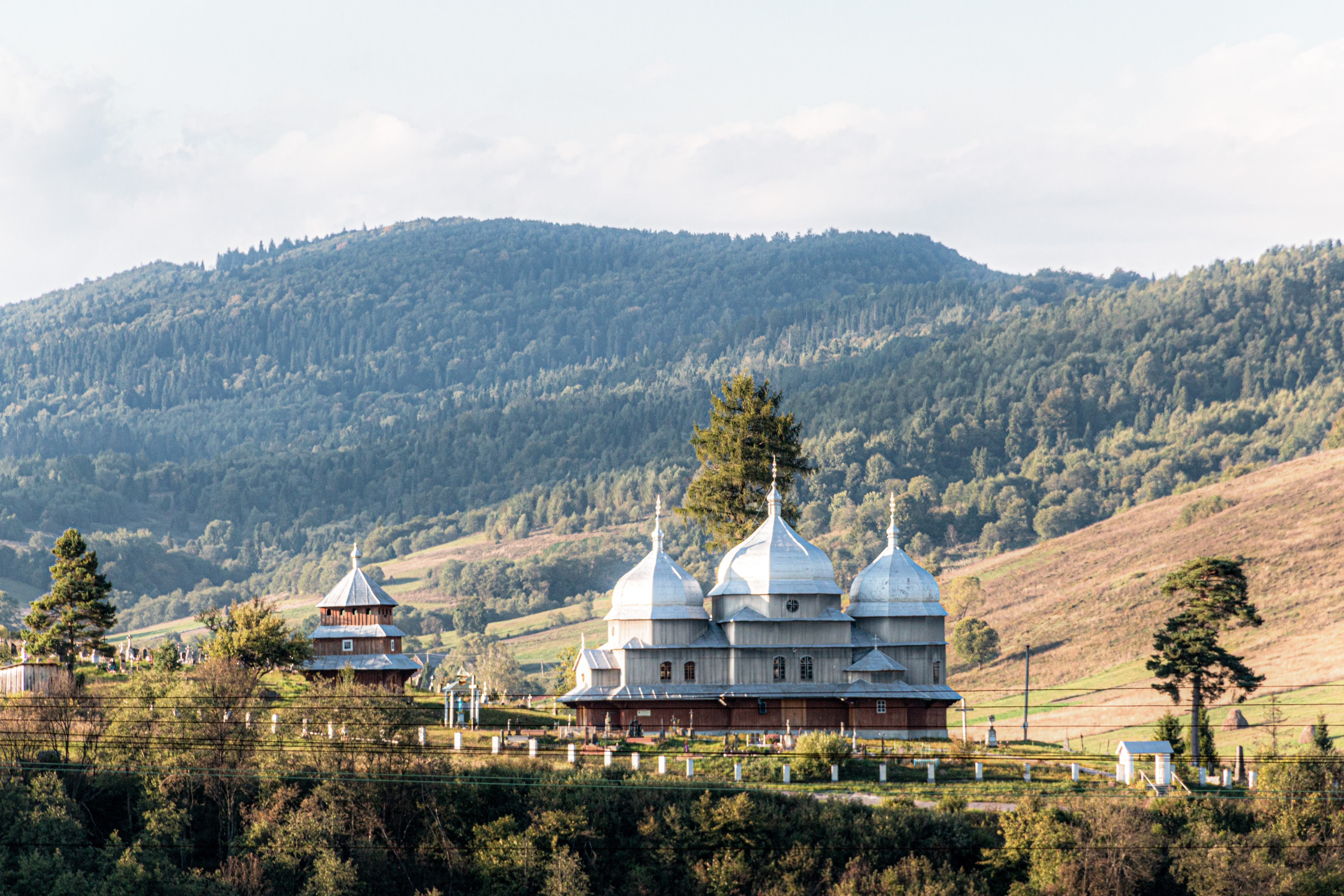
Церква Собору Пр. Богородиці

Церква належить до УГКЦ. На вершині високого горба у центрі села на цвинтарі стоїть дерев'яна церква Собору Пресвятої Богородиці. Вона збудована 1902 року й числиться у реєстрі пам'яток архітектури національного значення. Церква тридільна, має триверху будова, зведена на підмурівку. Храм належить до неоукраїнського стилю, а її проектантом був Василь Нагірний. До квадратної нави зі сходу прилягає гранчастий вівтар, а з заходу — прямокутний бабинець. При вівтарі з півдня і півночі розташовані прямокутні захристя. Останні є гранчастими на другому ярусі, вкриті п'ятисхилими дахами.
При бабинці з заходу розташований невеликий присінок, вкритий окремим двосхилим дахом. Низькі світлові восьмерики, що виростають з трьох зрубів, вкриті шоломовими банями з сліпими ліхтарями і маківками з хрестами. Оточує церкву піддашшя, оперте на профільовані виступи вінців зрубів. Стіни надопасання і восьмериків оббиті гофрованою бляхою, підопасання ошальовані вертикальними дошками.
Поруч з храмом стоїть його дзвіниця, зведена того ж 1902 року. Вона теж входить до пам'яток архітектури національного значення. Дзвіниця триярусна, квадратна в плані, вкрита восьмибічним стіжком. Перший ярус — зрубний, два інші — стовпові.

## Господарство
Місцеве відділення радгоспу у радянські часи мало 978 га сільгоспугідь, з них 410 га орної землі та 730 га лісів. Спеціалізація — вирощування льону, картоплі, м'ясо-молочне тваринництво.

## Соціальна сфера
Народний дім, бібліотека (5700 книг), ФАП, поштове відділення.

## Уродженці
- Матковський Осип — український військовик, громадський діяч, доктор;
- Кривецький Ігор Ігорович — український політик правого спрямування. Народний депутат України 7-го скликання. Член фракції ВО «Свобода».